# Shimmyo Masahiro
Masahiro Shimmyo (sinh ngày 16 tháng 7 năm 1972) là một cầu thủ bóng đá người Nhật Bản.

## Sự nghiệp câu lạc bộ
Masahiro Shimmyo đã từng chơi cho Consadole Sapporo và Ventforet Kofu.